# Pietari Skyttä
Pietari Skyttä (ur. 24 maja 1976) – fiński lekkoatleta, który specjalizował się w rzucie oszczepem.
W roku 1997 zdobył w Turku złoty medal młodzieżowych mistrzostw Europy - osiągnął wówczas wynik 81,58. Rekord życiowy: 83,28 (19 lipca 1997, Lappeenranta).